# Кучанська сільська рада
Куча́нська сільська́ ра́да — адміністративно-територіальна одиниця та орган місцевого самоврядування в Новоушицькому районі Хмельницької області. Адміністративний центр — село Куча.

## Загальні відомості
Кучанська сільська рада утворена в 1925 році.
- Територія ради: 37,754 км²
- Населення ради: 1 446 осіб (станом на 2001 рік)
- Територією ради протікає річка Калюс

## Населені пункти
Сільській раді підпорядковані населені пункти:
- с. Куча

## Склад ради
Рада складалася з 16 депутатів та голови.
- Голова ради: Бакай Раїса Ростиславівна
- Секретар ради: Танасійчук Лариса Василівна

### Керівний склад попередніх скликань
| Прізвище, ім'я, по батькові  | Основні відомості                                                 | Дата обрання | Дата звільнення |
| ---------------------------- | ----------------------------------------------------------------- | ------------ | --------------- |
| Марчук Василь Олександрович  | Сільський голова, 1950 року народження, безпартійний              | 26.03.2006   | 20.02.2008      |
| Кошовський Микола Васильович | Сільський голова, 1951 року народження, безпартійний              | 30.11.2008   | 31.10.2010      |
| Бакай Раїса Ростиславівна    | Сільський голова, 1960 року народження, освіта вища, позапартійна | 31.10.2010   |                 |

Примітка: таблиця складена за даними сайту Верховної Ради України

### Депутати
За результатами місцевих виборів 2010 року депутатами ради стали:

#### За суб'єктами висування
| Суб'єкт висування | Кількість обраних депутатів | %    |
| ----------------- | --------------------------- | ---- |
| Народна партія    | 6                           | 37,5 |
| Партія регіонів   | 5                           | 31,3 |
| Самовисування     | 5                           | 31,3 |

#### За округами
| № округу        | Прізвище, ім'я, по батькові         | Дата визнання обраним | Освіта  | Партійна приналежність | Відомості про обраного депутата                                                  |
| --------------- | ----------------------------------- | --------------------- | ------- | ---------------------- | -------------------------------------------------------------------------------- |
| Народна Партія  |                                     |                       |         |                        |                                                                                  |
| 4               | Швець Ольга Тимофіївна              | 06.11.2010            | вища    | член Народної партії   | тимчасово не працює                                                              |
| 8               | Яцков Олександр Анатолійович        | 06.11.2010            | вища    | член Народної партії   | тимчасово не працює                                                              |
| 12              | Бакай Віталій Іванович              | 06.11.2010            | вища    | член Народної партії   | тимчасово не працює                                                              |
| 13              | Брик Наталія Олександрівна          | 06.11.2010            | середня | член Народної партії   | Кучанський дошкільний навчальний заклад, помічник вихователя                     |
| 15              | Кондратов Володимир Володимирович   | 06.11.2010            | середня | член Народної партії   | тимчасово не працює                                                              |
| 16              | Луговий Олександр Олексійович       | 06.11.2010            | вища    | член Партії регіонів   | Кучанський сільський будинок культури, директор                                  |
| Партія регіонів |                                     |                       |         |                        |                                                                                  |
| 1               | Венгрова Любов Василівна            | 06.11.2010            | вища    | позапартійна           | Кучанський дошкільний навчальний заклад, завідувачка                             |
| 3               | Танасійчук Лариса Василівна         | 06.11.2010            | вища    | позапартійна           | Кучанська сільська рада, секретар                                                |
| 9               | Панасюк Людмила Єреміївна           | 06.11.2010            | вища    | позапартійна           | Кучанська загальноосвітня школа І-ІІІ ст., директор                              |
| 11              | Венгрова Валентина Григорівна       | 06.11.2010            | вища    | позапартійна           | Кучанська сільська рада, головний бухгалтер                                      |
| 14              | Волосянко Валентина Пантелеймонівна | 06.11.2010            | вища    | позапартійна           | Кучанська сільська рада, касир                                                   |
| Самовисування   |                                     |                       |         |                        |                                                                                  |
| 2               | Гапченко Володимир Іванович         | 06.11.2010            | середня | позапартійний          | ТОВ «Сварог Дністер», водій                                                      |
| 5               | Слободянюк Микола Миколайович       | 06.11.2010            | вища    | позапартійний          | Пилипохрептіївська загальноосвітня школа І-ІІІ ст., вчитель                      |
| 6               | Небіліцин Борис Михайлович          | 06.11.2010            | середня | позапартійний          | ВАТ «Хмельницькоблгаз», газовщик                                                 |
| 7               | Паламарчук Володимир Петрович       | 06.11.2010            | середня | позапартійний          | ТОВ «Сварог Дністер», водій                                                      |
| 10              | Кошовська Людмила Іванівна          | 06.11.2010            | вища    | позапартійна           | Кучанська загальноосвітня школа І-ІІІ ст., заступник директора з виховної роботи |